# جیجیم‌لی پایین
جیجیم‌لی پایین (به لاتین: Aşağı Cicimli) یک منطقه مسکونی در جمهوری آذربایجان است که در شهرستان لاچین واقع شده است.